# Jakob Bäurle
Jakob Bäurle (* 7. Juni 1838 in Edenhausen; † 1. Juni 1901 in Ottmaring) war katholischer Geistlicher und Mitglied des Deutschen Reichstags.

## Leben
Bäurle besuchte das Gymnasium bei St. Stephan in Augsburg und die Universität München. Bis 1875 war er Kaplan in Wiggensbach und Schwabmünchen sowie Domkaplan in Augsburg. Ab 1875 war er Pfarrer in Ottmaring.
Von 1887 bis 1899 war er Mitglied der bayerischen Kammer der Abgeordneten und von 1893 bis 1898 Mitglied des Deutschen Reichstags für den Reichstagswahlkreis Oberbayern 3 (Aichach, Friedberg, Dachau, Schrobenhausen) und die Deutsche Zentrumspartei.